# カシュクチュ (アルトヴィン県)
カシュクチュ（Kaşıkçı）は、トルコ、黒海地方のアルトヴィン県アルダヌチュ郡にある村。
アナトリア半島の東端に位置し、ジョージアとの国境近くにある小さな村である。